# Faktor razmene guanin nukleotida
Faktori razmene guanin nukleotida (GEF) su komponente intracelularne signalne mreže. Faktor razmene guanin nukleotida stimulišu razmenu GDP za GTP da bi formirali aktiviranu formu, koja ima sposobnost prepoznavanja nizvodnih ciljeva, ili efektorskih proteina. GTPaza aktivirajući proteini (GAP) ubrzavanju intrinzičnu GTP-aznu aktivnost članova Ro familije da deaktiviraju prekidač. Oni dejstvuju kao aktivatori malih GTPaza. G proteini funkcionišu kao molekularni prekidači, koji su u neaktivnom stanju vezani za guanozin-difosfat (GDP). Njihova aktivacija zahteva disocijaciju GDP i vezivanje guanozin-trifosfata (GTP), koji je prisutan u približno 10-puta višoj koncentraciji u ćelijskoj citoplazmi. GEF proteini aktiviraju G proteine putem promovisanja razmene nukleotida. Stotine do sada opisanih GEF proteina manifestuju različite stepene specifičnosti. Neki od njih su sposobni da aktiviraju više G proteina iz različitih familija, dok su drugi samo sposobni da aktiviraju jednu specifičnu izoformu.

## Literatura
1. ↑  Coburn B, Sekirov I, Finlay BB (2007). „Type III secretion systems and disease”. Clin. Microbiol. Rev. 20 (4): 535—49. PMC 2176049 . PMID 17934073. doi:10.1128/CMR.00013-07.